# 婚前試行為
《婚前試行為》（英語：Pre-wedding），是香港MakerVille製作的真人騷節目，由陳柏宇、練美娟及婚姻顧問鄭敏聰（Anthony）主持，於2023年3月6日至24日，星期一至五 21:30－22:30 在ViuTV播出，並由「Darlie好來」呈獻。本節目為《ViuTV 2023》節目巡禮一小時實況綜藝節目之一。

## 參加者
| 參加者           | 參加者              | 備註                 |
| 劉晉宇（LCY）    | 盧靖文（Charlotte） | [ 註 1 ] [ 4 ]       |
| 陳樂謙（大寶）   | 陳嘉蓉（細寶）      | [ 4 ]                |
| 李君煒（阿煒）   | 黃卓瑩（卓瑩）      | [ 4 ]                |
| 陳泰源（泰源）   | 石恩如（Evelyn）    | [ 4 ]                |
| 高嘉詠（Going）  | 黎嫣然（Ilona）     | [ 4 ]                |
| 麥子豐（麥豐）   | 賴明憶（Bernice）   | [ 4 ]                |
| 李建邦（Suzuki） | 吳姸臻（咚咚）      | [ 註 2 ] [ 4 ] [ 5 ] |

備註：
1. ↑  兩人於第11集退出本節目。
2. ↑  兩人為本節目唯一一對非情侶關係參加者，並於第13集退出本節目。

## 每集一覽
| 集數   | 播映日期 | 主題       | 藝人嘉賓       |
| 2023年 |          |            |                |
| 1      | 3月6日   | 情侶面試   | －             |
| 2      | 3月7日   | 宣佈結果   | －             |
| 3      | 3月8日   | 你瞞我瞞   | 何洛瑤、曾贊學 |
| 4      | 3月9日   | 你瞞我瞞   | 何洛瑤         |
| 5      | 3月10日  | 同住之苦   | －             |
| 6      | 3月13日  | 同住之苦   | －             |
| 7      | 3月14日  | 婆媳之亂   | 黃文慧         |
| 8      | 3月15日  | 婆媳之亂   | 黃文慧         |
| 9      | 3月16日  | 懷孕辛酸   | －             |
| 10     | 3月17日  | 為人父母   | 七仙羽         |
| 11     | 3月20日  | 婚前試映會 | －             |
| 12     | 3月21日  | 對症下藥   | －             |
| 13     | 3月22日  | 對症下藥   | －             |
| 14     | 3月23日  | 求婚計劃   | －             |
| 15     | 3月24日  | 成婚之路   | －             |

## 記事
- 2023年3月2日：陳柏宇、練美娟、鄭敏聰在九龍灣ViuTV錄影廠出席記者會及透過ViuTV Facebook專頁、Instagram進行，由鄭伊琪擔任司儀。[6][7]

## 外部連結
- ViuTV：婚前試行為（節目重溫） （页面存档备份，存于）
- YouTube上的全新一小時真人騷《婚前試行為》FB LIVE！

## 電視節目的變遷
| 香港 ViuTV 星期一至五 21:30－22:30     | 香港 ViuTV 星期一至五 21:30－22:30         | 香港 ViuTV 星期一至五 21:30－22:30 |
| -------------------------------------- | ------------------------------------------ | ---------------------------------- |
|                                        | 婚前試行為 （2023年3月6日－2023年3月24日） |                                    |
| 某一天 （2023年2月16日－2023年3月3日） | 和解在後 （2023年3月27日－2023年4月14日）  |                                    |